# Alekszandr Alekszandrovics Kazakov
Alekszandr Alekszandrovics Kazakov (orosz betűkkel: Александр Александрович Казаков; Herszoni kormányzóság, 1889. január 15. – Dvinszkoj Bereznyik, 1919. augusztus 1.) százados az Orosz Birodalom legsikeresebb vadászpilótája volt. Ő érte el hazájának legtöbb légi győzelmét, szám szerint 20-at.

## Pályafutása
A katonai iskola elvégzése után 1908-ban lépett be a hadseregbe. Hosszabb ideig szolgált a lovasságban, de nemsokára, 1913-ban a repülőkhöz került. Lengyelországban felderítő feladatokat végzett egy Morane-Saulnier repülőgéppel. Rengeteg próbálkozás és harc után Kazakov végre megszerezte első légi győzelmét, 1915 tavaszán, mégpedig úgy, hogy éles ívben belecsapódott ellenfelébe, és még ő is alig élte túl. 1915 szeptemberében az első hadtest repülő különítményének vezetője lett, de nem aratott több légi győzelmet az évben. 1916 augusztusában újabb légi győzelmekkel gazdagodott. A román fronton még sok győzelmet aratott. Később azonban megsebesült, ezért visszarendelték, ő pedig lemondott rangjáról. Az orosz polgárháború során, 1918 januárjában csatlakozott az angol légierő egy katonai különítményéhez Murmanszkban, és nemsokára őrnagyi rangot kapott. Egy általa vezetett bevetésen ismét súlyosan megsebesült 1919 januárjában. Az angol csapatok távozása igen elkeserítette az év nyarán. Az angol pilóták meghívták egy búcsúvacsorára augusztus 1-jén, ám Kazakov még előtte életét vesztette, repülőgépével a földbe csapódott. Egyes források szerint öngyilkos lett, mások szerint csupán baleset történt.

## Eredményei
| Sorszám | Dátum               | Beosztási hely | Saját gép típusa  | Ellenfél              | Megjegyzés                                  |
| 1       | 1915 március 21.    | 4. hadtest     | Morane-Saulnier G | Albatros C            | -                                           |
| 2       | 1916 június 27.     | 19. hadtest    | Nieuport 10       | Albatros C            | -                                           |
| 3       | 1916 július 29.     | 19. hadtest    | Nieuport 10       | Albatros C.III        | -                                           |
| 4       | 1916 szeptember 6.  | 19. hadtest    | Nieuport 11       | Two-Seater            | -                                           |
| 5       | 1916 december 21.   | 19. hadtest    | Nieuport 11       | Hansa-Brandenburg C.I | -                                           |
| 6       | 1917 május 6.       | 19. hadtest    | Nieuport 11       | Hansa-Brandenburg C.I | Pavel Argejevvel, Ernst Lemannal megosztva. |
| 7       | 1917 május 10.      | 19. hadtest    | Nieuport 11       | Fokker                | Ernst Lemannal megosztva.                   |
| 8       | 1917 május 17.      | 19. hadtest    | Nieuport 11       | LVG C                 | Pavel Argejevvel megosztva.                 |
| 9       | 1917 május 25.      | 19. hadtest    | Nieuport 17       | EA                    | Ernst Lemannal megosztva.                   |
| 10      | 1917 június 8.      | 19. hadtest    | Nieuport 17       | Hansa-Brandenburg C.I | Pavel Argejevvel megosztva.                 |
| 11      | 1917 június 20.     | 19. hadtest    | Nieuport 17       | Rumpler C             | Pavel Argejevvel megosztva.                 |
| 12      | 1917 június 27.     | 19. hadtest    | Nieuport 17       | EA                    | -                                           |
| 13      | 1917 június 27.     | 19. hadtest    | Nieuport 17       | Rumpler C             | Ernst Lemannal megosztva.                   |
| 14      | 1917 július 27.     | 19. hadtest    | Nieuport 17       | Hansa-Brandenburg C.I | -                                           |
| 15      | 1917 augusztus 2.   | 19. hadtest    | Nieuport 17       | Hansa-Brandenburg C.I | -                                           |
| 16      | 1917 augusztus 8.   | 19. hadtest    | Nieuport 17       | EA                    | -                                           |
| 17      | 1917 augusztus 29.  | 19. hadtest    | Nieuport 17       | Albatros C.III        | -                                           |
| 18      | 1917 szeptember 11. | 19. hadtest    | Nieuport 17       | Hansa-Brandenburg C.I | -                                           |
| 19      | 1917 szeptember 23. | 19. hadtest    | Nieuport 17       | Hansa-Brandenburg C.I | -                                           |
| 20      | 1917 október 26.    | 19. hadtest    | Nieuport 17       | EA                    | -                                           |